# 東将司
東 将司（あずま まさし、1994年10月9日 - ）は、日本の元俳優。スーパーエキセントリックシアター（SET）映画放送部に所属していた。京都府出身。血液型はO型。男性エンターテインメントユニットGrab"A"（グラバ）のメンバー。

## 経歴
2014年 大阪アニメーションスクール専門学校 アニメ声優コース（New World1期生）
2015年 スーパーエキセントリックシアター ボイスアクターズコース第1期生
2016年より舞台・ミュージカルなど多方面で活躍した。 
2018年9月15日 SET所属の7人組新ユニット『Grab″A″（グラバ）』にてデビュー。
2021年12月31日、同日をもって俳優を引退することを表明した。東の引退に伴い、Grab"A"も解散となった。

## 人物
Grab"A"でのキャッチコピーは「頼れるダンスリーダー」、カラーは「青」。
特技は、小・中・高と続けていた野球。趣味はダンス・アクロバット・殺陣。
普通自動車免許所持。

## 出演

### TV番組
- NHK「あさイチ」（2015年）
- NHK 土曜ドラマ「夏目漱石の妻」第3・4話 野上豊一郎役（2016年）
- NHK-Eテレ「オトナヘノベル」（2016年）
- NHK-Eテレ「ココロ部」第4回「みんなの自由な公園」（2016年5月26日初放送〜現在も再放送・アーカイブ配信あり）[5]
- NTV VRドラマ「ゴースト刑事　日照荘殺人事件」西山満雄役
  - 2017年3月23日～現在　スマホアプリにて配信[6]
- テレビ朝日「仮面ライダービルド」第8話 北都政府軍隊員役（2017年10月22日放送）
- イッツコムch「コムゾーが行く！レッツダンス」まさしお兄さん（2017年10月10日～）[7]
- テレビ東京「ウルトラマンタイガ」21話ゲスト 田崎修役（2019年11月23日放送）

### 映像商品
- 東京都英語副教材VTR（2015年）

### 舞台
- 劇団しし座「中空のマリネット」客１役[8]（2014年10月3日～5日）
- 大阪アニメーションスクール専門学校卒業公演「鷹の地球空洞説」大道具1役
- 大阪アニメーションスクール専門学校進級公演「崩壊系クラス最後の卒業」大神将司役
- kiss-FM 浪川大輔「PORT TOWN STORYS」観光客1役（2014年）
- SPINNIN RONIN「sanari」
  - 2016年2月17日～21日　両国シアターＸ[9]
- ミュージカル・ちっちゃな英雄（ヒーロー）
  - 2016〜2017年  サンリオピューロランド内フェアリーランドシアター
  - 製作協力：ネルケプランニング[10]
    - Team Tomorrow　2016年6月22日 - 9月28日　仲間1役
    - Team Cheer　2016年9月29日 - 12月20日　ロベルト役
    - Team Shiny　2017年7月20日-9月26日　ロベルト役
- 内村プロデュース「東京２／３」[11]
  - 2017年5月10日～14日　サンシャイン劇場
- 戦国活劇「サムライガンバ」 忠吉役[12]
  - 2017年7月12日〜16日　六行会ホール
- ミュージカル・忍たま乱太郎 ドクササコの凄腕忍者の部下(ドす部下)役
  - 第九弾「忍術学園陥落！夢のまた夢!?」
    - 初演・東京公演：2018年1月6日 - 1月21日(全21公演)　東京ドームシティ シアターGロッソ[13]
    - 初演・愛知公演：2018年2月3日 - 2月4日(全3公演)　春日井市民会館
    - 再演・東京公演：2018年6月15日 - 7月1日(全21公演)　サンシャイン劇場[14]
    - 再演・大阪公演：2018年７月12日 - 7月16日(全7公演)　会場：梅田芸術劇場　シアター・ドラマシティ

  - 第九弾「忍術学園学園祭」[15]
    - 2018年10月12日～14日東京公演　舞浜アンフィシアター
    - 2018年10月20日～21日大阪公演　大阪・NHK大阪ホール

- バグバスターズーStage BLUEー 小沢徹 役[16][17][18]
  - 2018年3月21日～25日 俳優座劇場
- グリーンミュージカル「LADYBIRD,LADYBIRD」[19][20]
  - 2018年5月2日～6日　ジョー役　シアターグリーンBIG TREE THEATER
- アドリブ心理劇・レジスタンスイレブン～ハロウィンを守り抜け～  コフレリオ新宿シアター[21]
  - 2018年10月10日 本編ゲスト / ライブパート Grab"A"で出演
- アドリブ心理劇・レジスタンスイレブン～クリスマスを守り抜け～  コフレリオ新宿シアター[22]
  - 2018年12月11日・12日・14日・16日 本編出演
  - 2018年12月12日 ライブパート Grab"A"で出演
- 新進演劇人育成公演・絢爛とか爛漫とか－モダンボーイ版－ 古賀大介 役[23][24]
  - 2019年2月13日～17日 テアトルBONBON
- バグバスターズーStage YELLOWー 小沢徹 役 [25]
  - 2019年3月13日～3月17日 俳優座劇場
- イケメンヴァンパイア◆偉人たちと恋の誘惑 THE STAGE ～Episode.0～  ジャンヌ・ダルク役[26]
  - 2019年4月12日〜16日 EX THEATER ROPPONGI
- 桃山ビート・トライブ～再び、傾かん～
  - 2019年6月14～16日 京都劇場
  - 2019年6月21日～7月1日 EXシアター六本木
- マルガリータ企画第1回公演「マルガリータピザ1stCUT」3ピース目『シャンタンスープ』　拓役[27]
  - 2019年9月19日～2019年9月23日 シアターKASSAI
- Bobjack theater vol.24「ノッキン オン ヘブンズ ドア」 Bチーム 櫟沢みのる役[28]
  - 2019年11月13日～2019年11月24日 上野ストアハウス
- イケメン源氏伝 あやかし恋えにし 〜義経ノ章〜　 平重衡役[29][30]
  - 2020年2月14日〜2月20日　三越劇場
- イケメンヴァンパイア◆偉人たちと恋の誘惑 THE STAGE ～Episode.1～ ジャンヌ・ダルク役（新型コロナウイルスの影響で公演延期）[31]
  - 東京公演　 2020年4月9日～12日　 渋谷区文化総合センター大和田　4階　さくらホール
  - 大阪公演　 2020年4月17日～20日　 JAPAN PARK OSAKA　TTホール

- ワガままな街[32]
  - 2020年12月2日～6日 シアターＫＡＳＳＡＩ
- イケメンヴァンパイア◆偉人たちと恋の誘惑 THE STAGE ～Episode.1～ ジャンヌ・ダルク役[33][34]
  - 2021年4月23日〜29日 シアター1010
- 舞台 真・三國無双 ～荊州争奪戦IF～ 満寵役[35][36]
  - 2021年9月3日～8日 EX THEATER ROPPONGI

### ライブ
所属ユニット Grab"A"参照

### YouTube
- あずま・おかだのNew worldラジオ #01～#11　（2014～2015年）
  - 大阪アニメーションスクール専門学校の学生で結成されたOASで会えるアイドル "New world"

### その他
- ダンスイベント「アンボアイエ・ドゥ・MaSaKo」大阪公演出演（ダンサー）
- ダンスイベント「Baby Juke Box」大阪公演出演（ダンサー）
- ブライダル「挙式モデル」(新郎役)